# Прва влада Саве Грујића
Прва влада Саве Грујића је била на власти од 31. децембра 1887. до 26. априла 1888. године.

## Историја
Сава Грујић је образовао прву радикалску владу током владавине краља Милана.
На нову годину краљ Милан је "из сопствених побуда" помиловао све радикале који су се налазили у емиграцији, осим Николе Пашића.
23. јануара 1888. краљ је дозволио да се распусти Скупштина и да се распишу нови избори за 5. март. Избори за Скупштину донели су, како се и очекивало, убедкиву победу радикалима, после чега их је краљ "демонстративно поздравио" и изјавио да се искрено радује њиховој победи.
Значај ове владе је у томе што је покушала да нормализује односе Србије са Русијом.

## Чланови владе
| Функција                                        | Слика | Име и презиме         | Детаљи    |
| ----------------------------------------------- | ----- | --------------------- | --------- |
| Председник министарског савета и министар војни |       | Сава Грујић           |           |
| Министар иностраних дела                        |       | Драгутин Франасовић   |           |
| Министар унутрашњих дела                        |       | Светозар Милосављевић |           |
| Министар правде                                 |       | Глиша Гершић          |           |
| Министар финансија                              |       | Михаило Вујић         |           |
| Министар просвете и црквених дела               |       | Глиша Гершић          | заступник |
| Министар грађевина                              |       | Пера Велимировић      |           |
| Министар народне привреде                       |       | Стеван Р. Поповић     |           |